# Jamestown (Santa Helena)

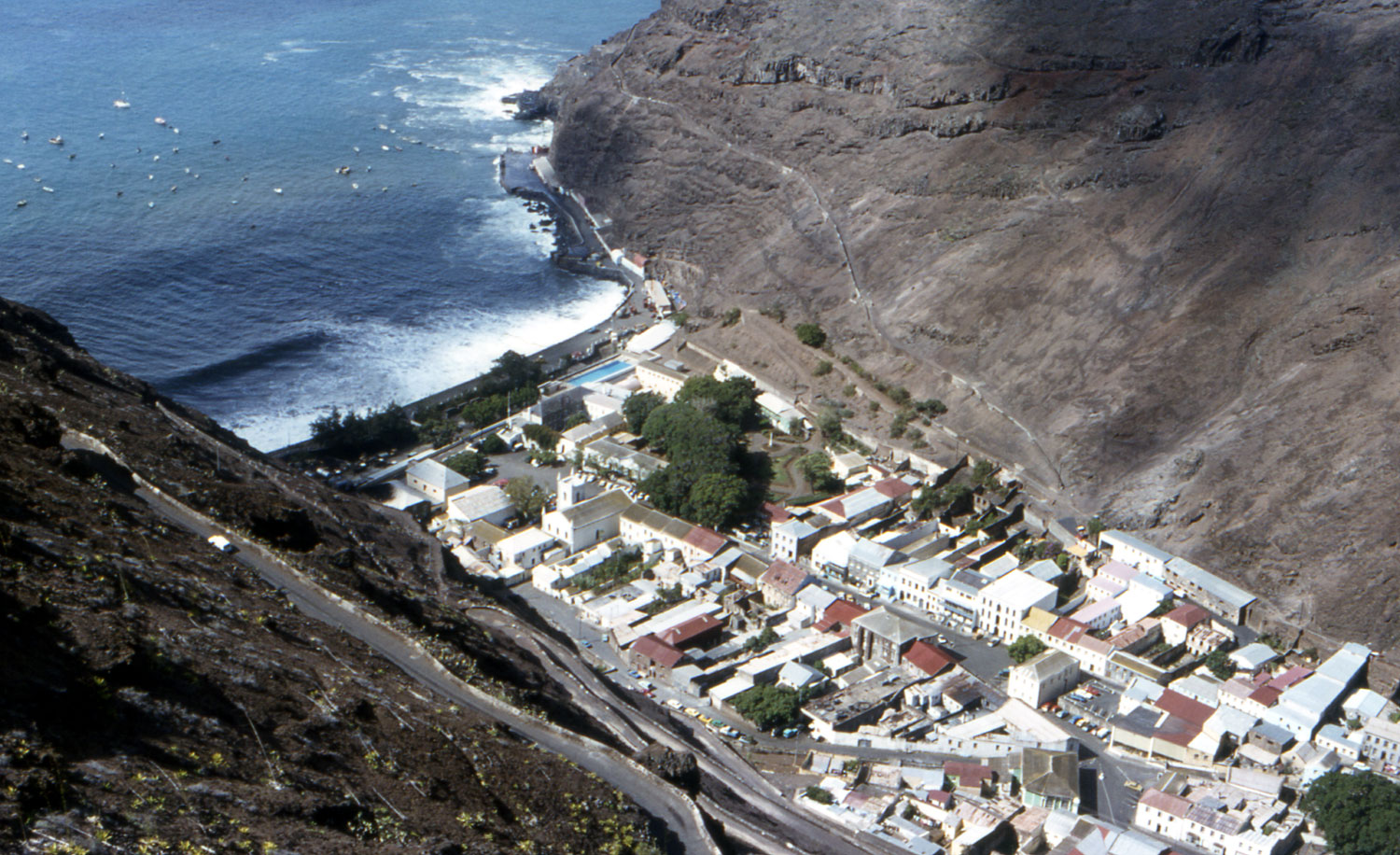
Vista de Jamestown des de l'aire amb els penya-segats que la rodegen.

Jamestown és la capital i principal assentament històric de l'illa de Santa Helena, al sud de l'oceà Atlàntic. Situada a la costa nord-oest de l'illa, acull també el port de l'illa, amb instal·lacions per a la descàrrega de les mercaderies illa, i el centre de la carretera de l'illa i la xarxa de comunicacions. Va ser fundada quan els colonitzadors anglesos es van establir a l'illa el 1659, Santa Helena és la segona colònia més antiga de l'Imperi Britànic restant, després de les Bermudes.